# Mégalophtalmie
 Transformer en redirection vers Mégalocornée